# Iszlám Monier Suliman
Iszlám Monier Suliman, (* 17. prosince 1990 v Miškovci, Maďarsko) je maďarský sportovec, olympionik, zápasník–judista súdánského původu. Žije v Japonsku v Jamagatě, kde se na univerzitě věnuje tréninku juda. V roce 2015 se dohodl se Súdánským olympijským výborem k možnosti startu na olympijských hrách. V roce 2016 obdržel od tripartitní komise pozvánku k účasti na olympijských hrách v Riu, kde vypadl v prvním kole.